# 八代広域行政事務組合
八代広域行政事務組合（やつしろこういきぎょうせいじむくみあい）は、熊本県の南部にある一部事務組合である。常備消防事務などを共同で処理することを目的とする。
八代市および八代郡氷川町で構成される。1976年（昭和51年）の組合発足時は1市4町3村で構成されたが、平成の大合併のため1市1町となる。

## 構成自治体

### 現在
- 八代市
- 八代郡氷川町

### 発足当初
- 現八代市域 - 旧八代市、八代郡坂本村、千丁町、鏡町、東陽村、泉村
- 現氷川町域 - 八代郡竜北町、宮原町

## 常備消防事務

### 概要
- 消防本部：八代市大村町970番地
- 管内面積：714.72km2
- 職員数：233人（定数:231人）[3]
- 消防署2カ所、分署5カ所

#### 主力機械（2019年4月1日現在[3]）
- 消防ポンプ自動車：8
- 水槽付消防ポンプ車：3
- 水槽車I型：1
- 屈折梯子車：1
- 化学車：1（大型化学車含まず）
- 救助工作車：2
- 津波・大規模水害対策車：1（総務省消防庁無償貸与[4]）
- 支援車Ⅰ型：1（総務省消防庁無償貸与[5]）
- 化学車3点セット※新開分署配備
  - 大型化学車：1[6]
  - 梯子車（高所放水車仕様）：1[7]
  - 泡原液搬送車：1
- 救急自動車：10
- 指揮車：2
- 赤バイ：3
- 資機材搬送車：2
- その他（広報車等）：16

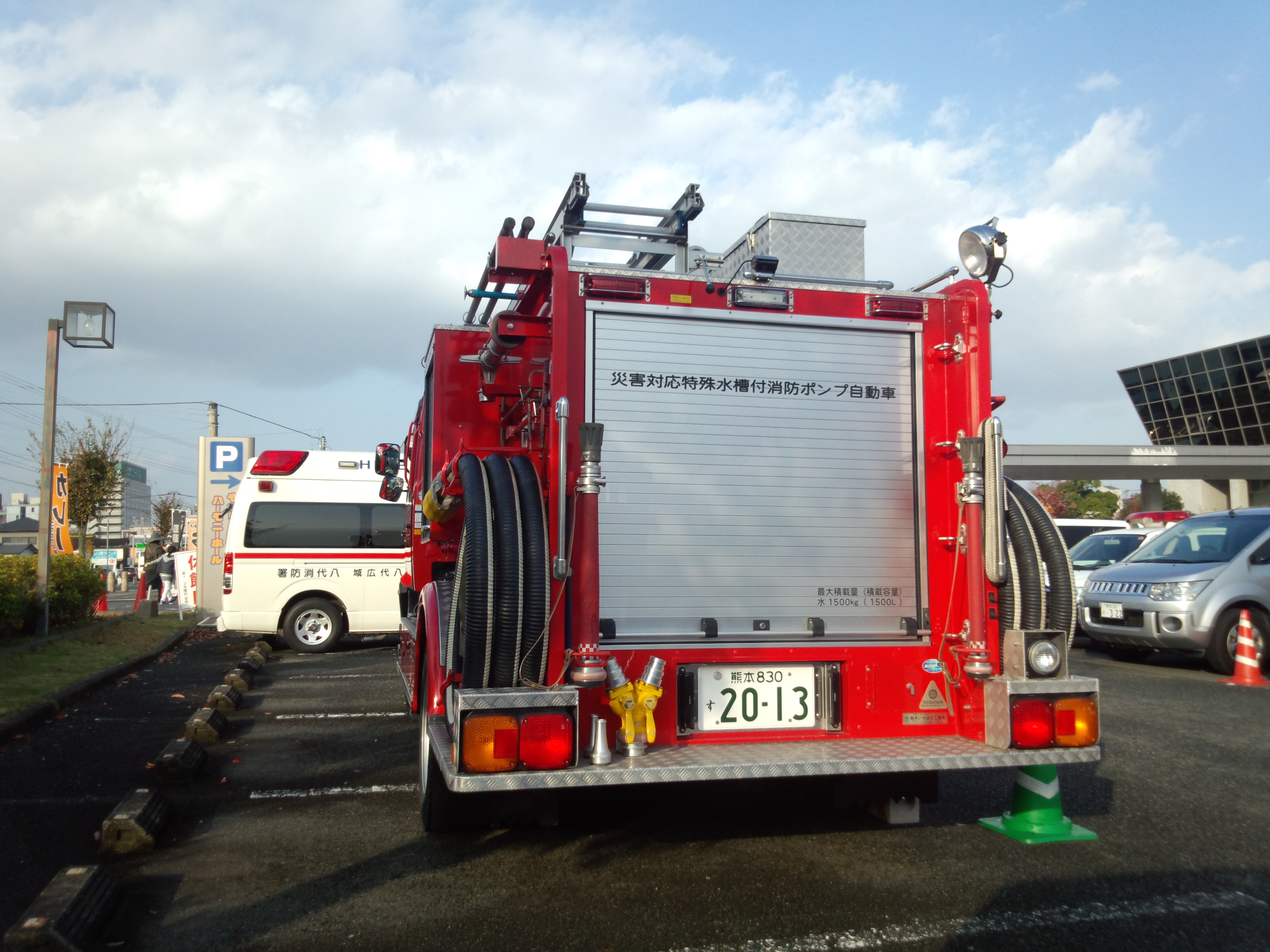
八代消防署の水槽付ポンプ車（後部から）
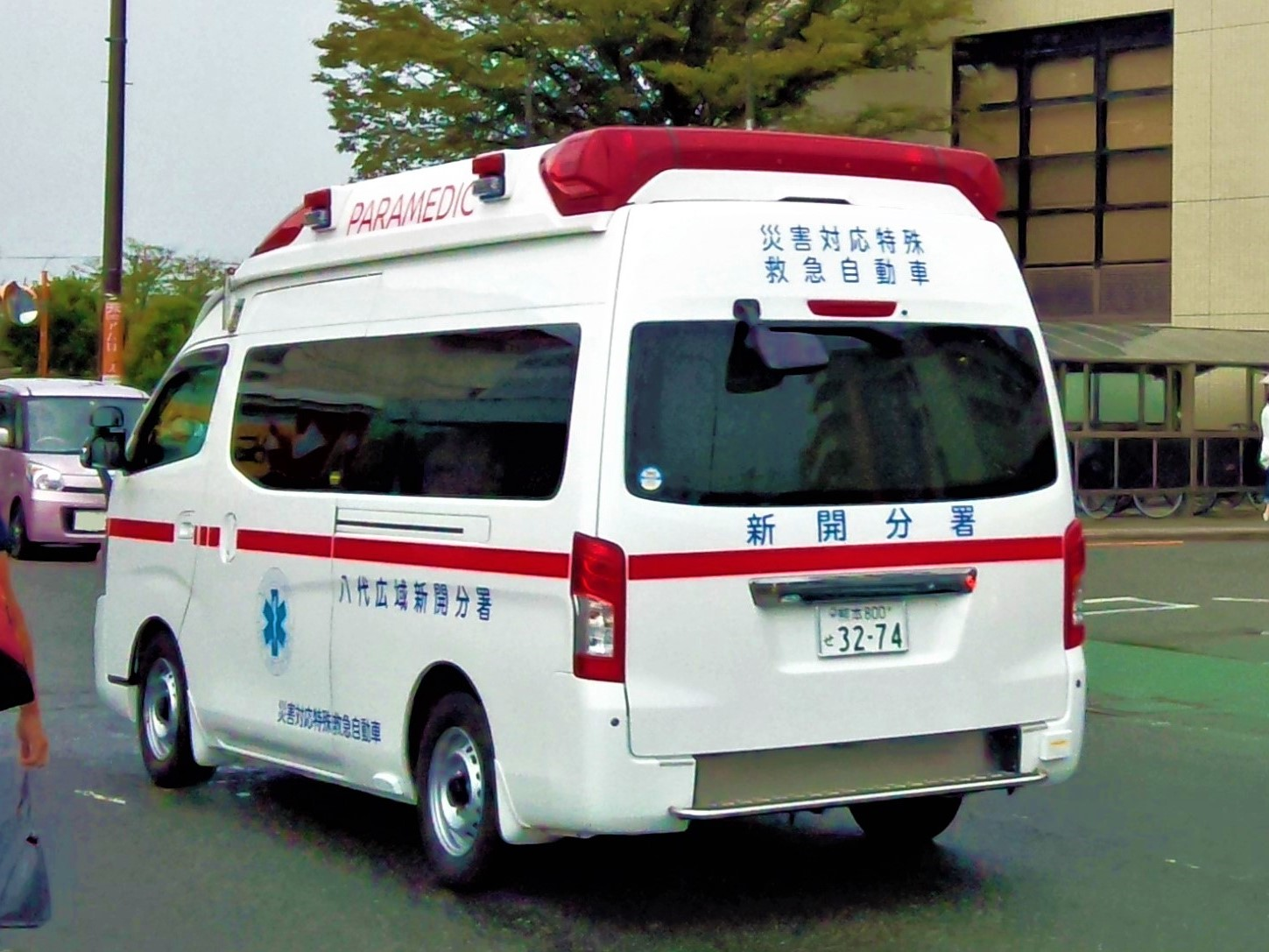
新開分署の高規格救急車（後部から） 2019年末導入の日産・パラメディック

### 消防署
| 消防署                     | 住所                | 分署                                                                                | 出張所 |
| -------------------------- | ------------------- | ----------------------------------------------------------------------------------- | ------ |
| 八代消防署（消防本部庁舎） | 八代市大村町970     | 新開：八代市新開町1-3-1 日奈久：八代市日奈久大坪町199-16 坂本：八代市坂本町坂本4161 | なし   |
| 鏡消防署                   | 八代市鏡町内田494-5 | 泉：八代市泉町下岳2965 氷川：八代郡氷川町野津1525                                   | なし   |